# Mistrzostwa Świata w Hokeju na Lodzie 1995
59. Mistrzostwa Świata w Hokeju na Lodzie organizowane przez IIHF odbyły się po raz ósmy w Szwecji. Turniej Grupy A odbył się w dniach 23 kwietnia–7 maja 1995 roku, a miastami goszczącymi najlepsze drużyny świata były Sztokholm i Gävle.
Czas i miejsce rozgrywania pozostałych turniejów:
- Grupa B: 12-21 kwietnia, Bratysława (Słowacja)
- Grupa C1: 20-26 marca, Sofia (Bułgaria)
- Grupa C2: 21-30 marca, Johannesburg (Południowa Afryka)

## Grupa A
| Lp. | Drużyna           |
| --- | ----------------- |
|     | Finlandia         |
|     | Szwecja           |
|     | Kanada            |
| 4   | Czechy            |
| 5   | Rosja             |
| 6   | Stany Zjednoczone |
| 7   | Włochy            |
| 8   | Francja           |
| 9   | Niemcy            |
| 10  | Norwegia          |
| 11  | Austria           |
| 12  | Szwajcaria        |

W mistrzostwach Grupy A uczestniczyło najlepszych 12 drużyn na świecie. System rozgrywania meczów był inny niż w niższych dywizjach. Najpierw odbywały się dwie fazy grupowe, a potem systemem pucharowym od ćwierćfinałów osiem drużyn walczyło o mistrzostwo. Dwie najgorsze drużyny w obu grupach pierwszej fazy grupowej zagrały między sobą dwumecz o utrzymanie (przegrana została zdegradowana do Grupy B).
W meczu finałowym Finlandia pokonała Szwecję 4:1, a w jego trakcie klasyczny hat-trick uzyskał Ville Peltonen, który zdobył trzy gole.
Zawody odbyły się w halach Globen w Sztokholmie i Gavlerinken w Gävle.
Statystyki
- Klasyfikacja strzelców:

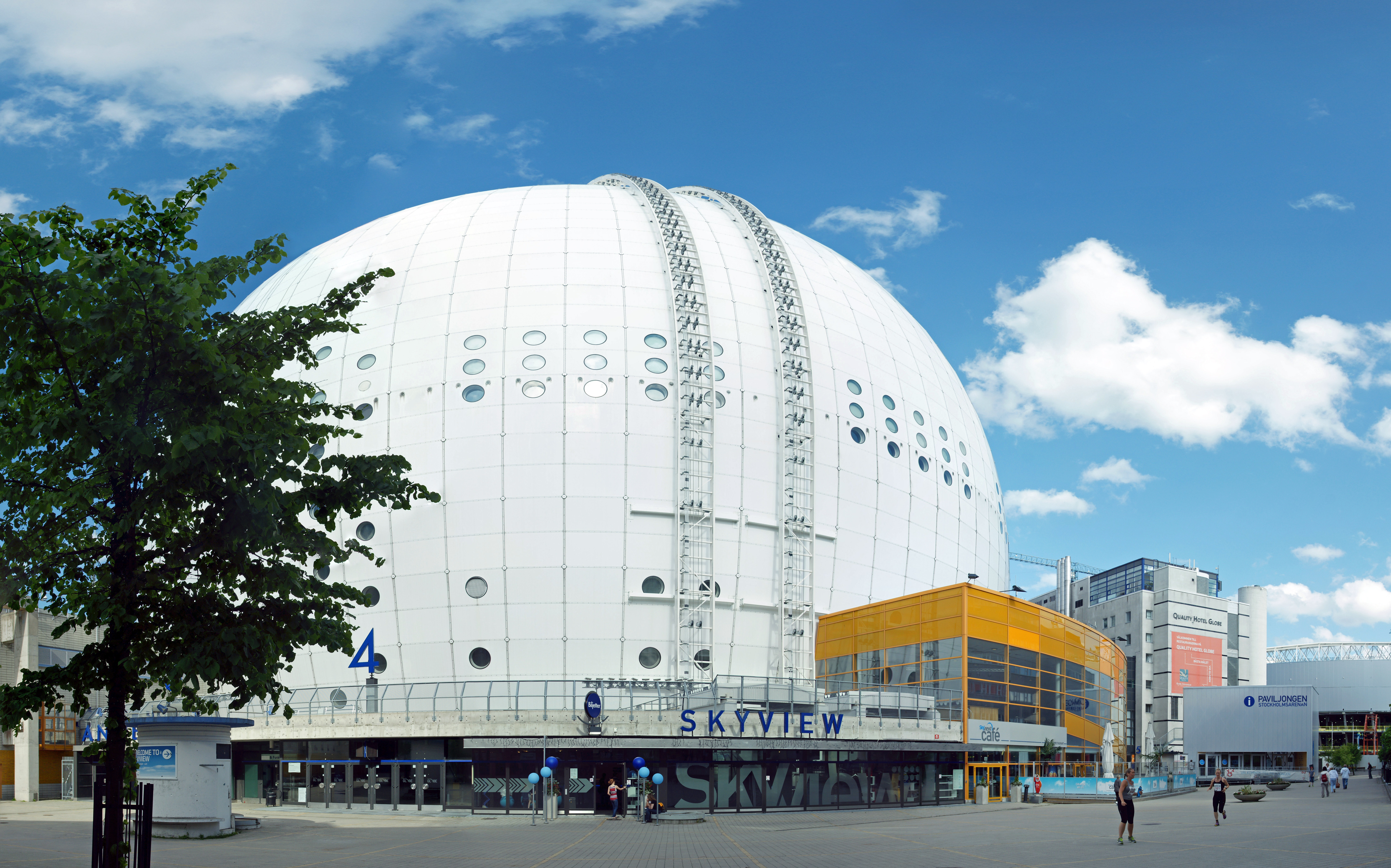
Hala Globen (2012)

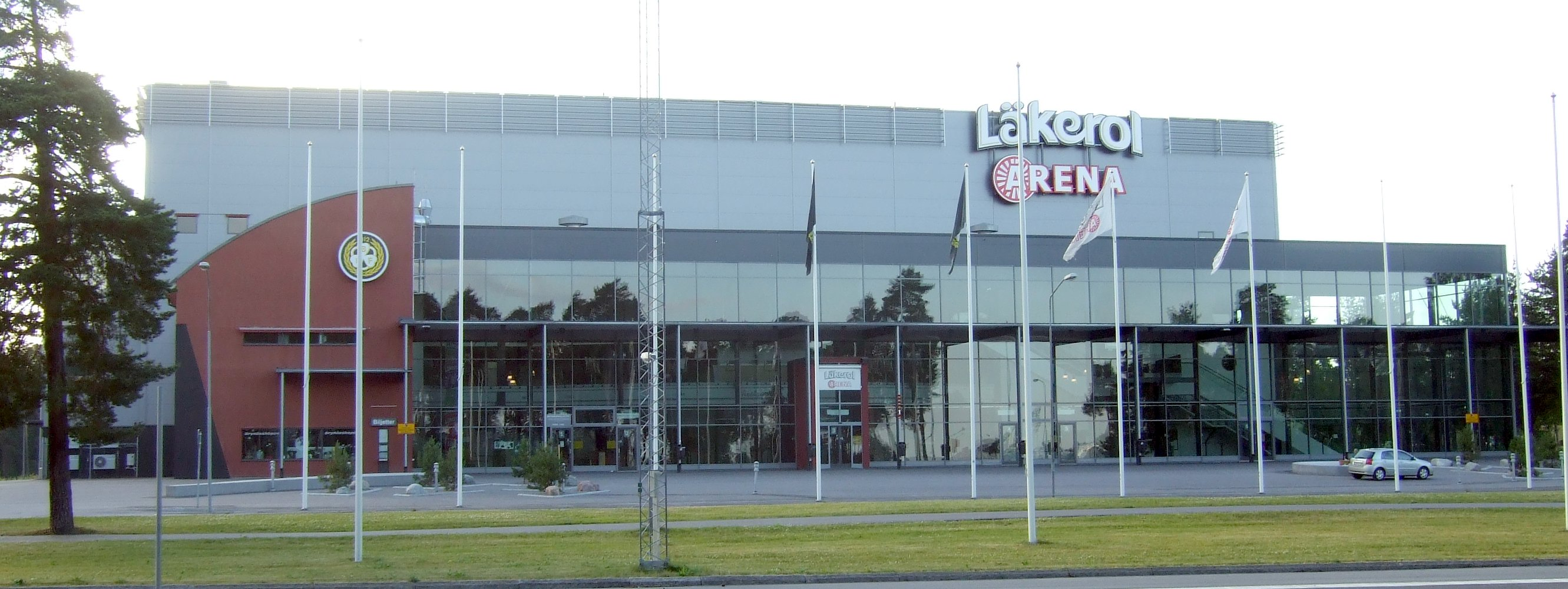
Hala Läkerol Arena (w 1995 Gavlerinken)

1. Siergiej Bieriezin - 7 goli
2. Andrew McKim - 6 goli
3. Ville Peltonen - 6 goli

- Klasyfikacja asystentów:

1. Andrew McKim - 7 asyst
2. Iain Fraser - 7 asyst
3. Raimo Helminen - 7 asyst

- Klasyfikacja kanadyjska:

1. Andrew McKim - 13 punktów
2. Ville Peltonen - 11 punktów
3. Saku Koivu - 10 punktów

- Klasyfikacja skuteczności interwencji bramkarzy:  Michael Rosati - 97,22%
- Klasyfikacja średniej goli straconych na mecz bramkarzy:  Michael Rosati - 1,36

Dyrektoriat turnieju wybrał trójkę najlepszych zawodników, po jednej na każdej pozycji:
- Bramkarz:  Jarmo Myllys
- Obrońca:  Christer Olsson
- Napastnik:  Saku Koivu

Skład gwiazd wybrany przez dziennikarzy:
- Bramkarz:  Roman Turek
- Obrońcy:  Timo Jutila,  Tommy Sjödin
- Napastnicy:  Ville Peltonen,  Saku Koivu,  Jere Lehtinen

Ponadto Nagrodę Fair play otrzymała  Kanada